# 星野倖一郎
星野倖一郎（日语：／ Hoshino Kōichirō，1974年5月29日—），日本漫畫家。男性。出身於東京都。

## 來歷
1992年6月，以「星野幸一郎」名義「吸血鬼」獲得第30屆小學館新人漫畫大獎少年漫畫獎。1996年，在《週刊少年Sunday超》上連載。多年來，他一直擔任《烈火之炎》和《MÄR 魔兵傳奇》作者以及《MÄR 魔兵傳奇 OMEGA》原案安西信行的作畫團隊之一。經常出現在安西的書籍頁尾附加漫畫「我的繪畫日記」上，也和其他工作人員一起繪製插圖和附加漫畫。
2012年，於《週刊少年SundayS》（小學館）開始連載根據田中羅密歐小說改編的漫畫《AURA ～魔龍院光牙最後的戰鬥～》。2013年6月，吸血鬼恐怖奇幻小說《吸血鬼進行曲》在該雜誌8月號開始連載。
2017年8月，於《Comic Clear》（KADOKAWA）開始連載根據綾里惠史在《KAKUYOMU》上發表的輕小說改編的漫畫《幻獸調查員》。
曾擔任2019年10月4日舉辦的綜藝節目《週三怎麼樣》活動「週三怎麼樣祭 FESTIVAL in SAPPORO 2019」的主視覺插圖。他本身是該節目的忠實粉絲，甚至還曾前往該節目的聖地朝聖，因此同年12月該節目被改編成漫畫時，他就負責了漫畫的製作。於《週刊少年Champion》2020年1號開始連載。應大泉的要求，以劇畫風格畫出。
2021年，於該雜誌38號開始連載女子高中棒球題材遊戲《八月的棒球甜心》改編漫畫作品《八月的棒球甜心S》。作品根據原創故事改編。

## 作品列表

### 漫畫作品

#### 連載
- （原作：高木剛，《週刊少年Sunday超（日语：週刊少年サンデーS）》1996年11月號—1997年7月號）—星野幸一郎名義。
- （《Fami通Bros》1998年1月號—1998年3月號、1998年11月號—1999年8月號）—星野幸一郎名義。
- MÄR 魔兵傳奇 OMEGA（原案：安西信行，《週刊少年Sunday》2006年39號—2007年28號）
- 神魔阿凡達（日语：ポップコーンアバター）（《Club Sunday（日语：クラブサンデー）》2009年4月14日—2011年8月2日）
- AURA ～魔龍院光牙最後的戰鬥～（原作：田中羅密歐，《週刊少年SundayS（日语：週刊少年サンデーS）》2012年4月號[7]—2013年5月號）
- 吸血鬼進行曲（《週刊少年SundayS》2014年8月號[8]—2015年10月號[15]）
- 幻獸調查員（原作：綾里惠史（日语：綾里けいし），人物原案：lack（日语：lack），《Comic Clear（日语：コミッククリア）》[9]2017年8月11日—2018年6月8日）
- 玩轉世界瘋很大～大泉洋的法螺話～（原案：大泉洋，《週刊少年Champion》2020年1號[12]—2020年17號）
- 八月的棒球甜心S（日语：八月のシンデレラナインS）（原作：Akatsuki（日语：アカツキ (企業)），《週刊少年Champion》2021年38號[14]—2022年15號[16]→《MANGA CROSS（日语：マンガクロス）》[17]2022年4月25日—2023年5月8日）
- （《Champion BUZZ》Vol.9[18]—）

### 短篇
- （《Fami通Bros》1998年9月號）—星野幸一郎名義。
- （1999年12月號）—星野幸一郎名義。
- （《週刊少年SundayS（日语：週刊少年サンデーS）》2007年11月25日號）
- （《小學四年級（日语：小学館の学年別学習雑誌）》2008年2月號）

### 書籍
- 《MÄR 魔兵傳奇 OMEGA》，原案：安西信行，小學館〈少年Sunday Comics〉2007年，全4冊
- 《神魔阿凡達（日语：ポップコーンアバター）》，小學館〈少年Sunday Comics〉2009年—2011年，全6冊
- 《AURA ～魔龍院光牙最後的戰鬥～》，原作：田中羅密歐、小學館〈少年Sunday Comics Special〉2012年—2013年，全4冊
- 《吸血鬼進行曲》，小學館〈少年Sunday Comics〉2014年—2015年，全3冊
- 《幻獸調查員》，原作：綾里惠史（日语：綾里けいし），人物原案：lack（日语：lack），KADOKAWA〈Fami通Clear Comics〉2018年，全2冊
- 《玩轉世界瘋很大～大泉洋的法螺話～》，原案：大泉洋，秋田書店〈少年Champion Comics（日语：少年チャンピオン・コミックス）〉2020年—2021年，全3冊
- 《八月的棒球甜心S（日语：八月のシンデレラナインS）》，原作：Akatsuki（日语：アカツキ (企業)），秋田書店〈少年Champion Comics〉2022年—2023年，全5冊
- ，原作：，秋田書店〈少年Champion Comics〉2025年—，已出版1冊（截至2025年1月27日）
  1. 2025年1月27日發行[19][20] ISBN 978-4-253-29801-8

### 其它
- 週三怎麼樣特別節目（《DA VINCI（日语：ダ・ヴィンチ (雑誌)）》2019年12月號[21]）—企劃參加[21]

## 師父
- 安西信行

## 外部連結
- （日語）—星野倖一郎的官方個人部落格。
- 星野倖一郎的X（前Twitter） （日語）